# Jean-Philippe Derosier
 (décembre 2021).
Jean-Philippe Derosier, né en 1980, est un professeur de droit public à l'université de Lille et membre de l'Institut universitaire de France, spécialiste de droit constitutionnel.

## Biographie
Jean-Philippe Derosier naît en 1980. Son père, Bernard Derosier, est notamment député à l'Assemblée nationale pendant près de 40 ans.

### Carrière universitaire
En 2010, il obtient un doctorat en droit public en présentant une thèse à l'université Paris I – Panthéon-Sorbonne sur Les limites constitutionnelles à l’intégration européenne, dirigée par Otto Pfersmann,.
Il fonde en 2015 et dirige depuis lors le Forum international sur la Constitution et les institutions politiques, un consortium réunissant des partenaires académiques et institutionnels d'une quinzaine de systèmes juridiques. En 2019, il est nommé membre junior de l’Institut universitaire de France, sur un projet associant le numérique à la démocratie de droit,. En 2023, il fonde le Groupe de réflexion sur l'évolution de la Constitution et des institutions (GRÉCI), un groupe regroupant une quarantaine de spécialistes de la Constitution comme Didier Maus, Jean-Jacques Urvoas et Bertrand Mathieu.
Agrégé de droit public en 2012, il est en poste à l'Université de Rouen, puis à l'Université de Lille, rattaché au centre de recherches Droits et perspectives du droit.
Il est membre fondateur et directeur scientifique du think tank L'hétairie, classé à gauche et créé par plusieurs anciens membres des cabinets ministériels socialistes entre 2012 et 2017. Il est également expert auprès de la Fondation Jean-Jaurès.
Depuis 2015, il s'oppose régulièrement aux différentes lois sur les états d'urgence, en 2015 à la suite des attentats ou en 2020, avec l'état d'urgence sanitaire. Il défend en 2020 le Conseil constitutionnel face aux critiques de Yaël Braun-Pivet, présidente de la commission des lois de l'Assemblée nationale et, en 2023, face aux nombreuses attaques envers le Conseil constitutionnel sur la réforme des retraites.

### International
En 2002, Jean-Philippe Derosier participe à la Convention jeunesse de la Convention sur l'avenir de l'Europe.
Il préside depuis 2020 le Comité scientifique du Réseau mondial de justice électorale.
Le 6 octobre 2023, il est nommé membre du Tribunal suprême de Monaco, pour une période de huit ans non renouvelable.

### Revues juridiques
En 2008, il fonde la revue JURISdoctoria.
Il tient avec Emmanuel Cartier la chronique de droits fondamentaux et de Libertés publiques de la revue Titre VII, éditée par le Conseil constitutionnel, depuis la création de la revue en 2018.

## Engagements politiques

### Collaborateur parlementaire
De 2003 à 2012, il est conseiller parlementaire à l'Assemblée nationale, notamment auprès de son père, le député PS Bernard Derosier,.
Il collabore avec le président du groupe socialiste et républicain du Sénat, Patrick Kanner, notamment pour la rédaction des saisines du Conseil constitutionnel.

### Engagements
Il soutient la candidature de François Hollande en 2016 et fait partie, en 2020, des premiers signataires du mouvement « Engageons-nous » lancé par Laurent Joffrin en vue de préparer l'élection présidentielle de 2022 et est responsable du pôle « Idées ».
Encarté au Parti socialiste, il participe régulièrement à la rédaction des saisines du conseil constitutionnel pour le groupe socialiste du Sénat.

## Ouvrages
- Jean-Philippe Derosier, Les limites constitutionnelles à l’intégration européenne -Étude comparée : Allemagne, France, Italie, LGDJ, 2015, 601p.  (ISBN 978-2-275-04005-9)
- Jean-Philippe Derosier (dir.), L'opposition politique, Paris, LexisNexis, 2016, 302 p.  (ISBN 978-2-7110-2571-8)
- Jean-Philippe Derosier (dir.), La désignation des gouvernants, Paris, LexisNexis, 2017, 326 p.  (ISBN 978-2-7110-2797-2)
- Jean-Philippe Derosier (dir.), L'initiative de la loi, Paris, LexisNexis, 2018, 340 p.  (ISBN 978-2-7110-3009-5)
- Jean-Philippe Derosier (dir.), Les partis politiques, Paris, LexisNexis, 2019, 346 p.  (ISBN 978-2-7110-3188-7)
- Jean-Philippe Derosier (dir.), La déontologie politique, Paris, LexisNexis, 2020, 290 p.  (ISBN 978-2-7110-3383-6)
- Jean-Philippe Derosier et Julien Thomas (dir.), Construire des majorités, Paris, Mare & Martin, 2021, 244 p.  (ISBN 978-2-84934-597-9)
- Jean-Philippe Derosier (dir.), La responsabilité des gouvernants, Paris, LexisNexis, 2022, 388 p.  (ISBN 978-2-7110-3669-1)
- Jean-Philippe Derosier (dir.), La démocratie exécutive, Paris, LexisNexis, 2023, 354 p.  (ISBN 978-2711038053)
- Jean-Philippe Derosier (dir.), Le réformisme constitutionnel, Paris, LexisNexis, 2024, 308 p.  (ISBN 978-2-7110-4040-7)
- Jean-Philippe Derosier (dir.), Jean-Claude Colliard : Précurseur de la science constitutionnelle, Paris, Mare&Martin, 2024, 816 p.  (ISBN 978-2-84934-519-1)
- Jean-Philippe Derosier (dir.), 65 ans de la Ve République : une analyse prospective de la Constitution : Propositions du GRÉCI Groupe de réflexion sur l'évolution de la Constitution et des institutions, Paris, LexisNexis, 2024, 506 p.  (ISBN 978-2-7110-4152-7)